# Parafia Najświętszej Maryi Panny Matki Kościoła w Grabówkach
Parafia Najświętszej Maryi Panny Matki Kościoła w Grabówkach – parafia rzymskokatolicka, znajdująca się w archidiecezji lubelskiej, w dekanacie Kazimierz Dolny.
Parafia została erygowana 20 lutego 1982 roku przez biskupa lubelskiego ks. Bolesława Pylaka. Kościół parafialny powstał w latach 1981–1984.

## Zasięg
Parafia obejmuje miejscowości: Grabówki, Noworąblów, Rąblów, Rzeczyca-Kolonia, Rzeczyca, Słotwiny, Witoszyn, Zaborze.

## Proboszczowie[3]
1. ks. Ryszard Jurak (od 1981 – do 1982) – budowniczy kościoła
2. ks. Jan Kukiełka (od 1982 – do 1986)
3. ks. Juliusz Iracki (od 1986 – do 1997)
4. ks. Zbigniew Szcześniak (od 1997 – do 2001)
5. ks. Michał Walkowski (od 2001 – do 2019)
6. ks. Adam Jacek Gil (od 2019 – obecnie)